# Leanne Wood
Leanne Wood (Llwynypia, 13 de dezembro de 1971) é uma política galesa que atuou como líder do Partido do País de Gales de março de 2012 a setembro de 2018 e atuou como membro do Parlamento Galês de 2003 a 2021.
Em 2003, foi eleita para a Assembleia Nacional do País de Gales, representando o South Wales Central, até 2016, quando foi eleita por Rhondda. Ela perdeu seu assento no Partido Trabalhista de Gales (Welsh Labour, braço do Partido Trabalhista do Reino Unido, em Gales) na eleição de 2021 para o Parlamento Galês.
Se identifica, ideologicamente, como socialista, republicana e é proponente da Independência galesa. Ela foi a primeira líder feminina do Partido do País de Gales e a primeira líder que não era fluente na língua galesa, mas já a estudava.

## Biografia

### Anos inicias
Nasceu no Llwynypia Hospital, em 13 de dezembro de 1971, filha de Jeff e Avril Wood. Foi criada e ainda vive na vizinha Penygraig (ambas parte da comunidade Rhondda Cynon Taff). Foi educada na Tonypandy Comprehensive School (agora Tonypandy Community College) e na Universidade de Glamorgan (agora Universidade do Sul do País de Gales).

### Carreira antes da política
De 1997 a 2000, trabalhou no Mid Glamorgan Probation Service como oficial de condicional. De 1998 a 2000, foi co-presidente da Associação Nacional de Oficiais de Liberdade Condicional. Trabalhou como apoio para a Cwm Cynon Women's Aid, de 2001 a 2002, onde é presidente desde 2001. Entre 2000 e 2003, lecionou política social na Universidade de Cardife, quando foi eleita para a Assembleia Nacional do País de Gales.

### Carreira política

#### Início
Credita seu despertar político à leitura do clássico feminista, de 1976, de Marge Piercy, Woman on the Edge of Time, e a greve dos mineiros do Reino Unido de 1984-85. Seus heróis políticos incluem Lewis Lewis, um dos líderes do "Merthyr Rising" (conflito da classe trabalhadora em Merthyr Tydfil), de 1831.
Depois de ingressar no Partido do País de Gales, em 1991, aos 20 anos, foi eleita Conselheira para Penygraig no Conselho Municipal de Rhondda Cynon Taf, em 1995. Não se recandidatou, em 1999.
Não conseguiu se eleger nas eleições de 1997 e 2001 para o Parlamento do Reino Unido como candidata no distrito eleitoral de Rhondda. Depois de deixar o serviço como oficial de condicional, em 2000, foi pesquisadora política da eurodeputada Jill Evans até 2001. Foi presidente, em Cardiff, da "Stop the War Coalition" (StWC), de 2003 a 2004.

#### Parlamento Galês
Foi eleita, em 1 de maio de 2003, membro do Parlamento Galês, representando a região de South Wales Central. Foi responsável pela área de justiça social do partido, entre 2003 e 2007.
Em dezembro de 2004, foi o primeiro membro da Parlamento a ser expulso, depois de se referir à rainha Elizabeth II como "Senhora Windsor" durante um debate. Lord Elis-Thomas, do mesmo partido e o presidente do Parlamento, pediu que ela retirasse a observação descortês. Quando ela se recusou, foi expulsa.
| “                                                          | Eu não reconheço a rainha... Eu não acho que fui tratada de forma justa, não acho que fosse necessário. Eu a chamei assim porque esse é o nome dela. | ” |
| — Leanne Wood, mais tarde, sobre a expulsão no Parlamento, | |   |

#### Controvérsias
Após sua eleição em 2003, escreveu um memorando no qual encorajou os membros do Partido do País de Gales a participarem apenas de eventos que "promoviam os objetivos" do partido.
Foi presa, em 8 de janeiro de 2007, por protestar contra o programa do Reino Unido de mísseis nucleares "Trident" na base naval de Faslane, na Escócia.
Após o envenenamento de Sergei e Yulia Skripal, em março de 2018, o governo britânico acusou a Rússia de tentativa de assassinato. Ela disse: "Eu não confio nos Conservadores em nada, então temo que não possa aceitar a palavra do primeiro-ministro sobre isso". A declaração foi criticada pelo líder conservador galês Andrew RT Davies como "infantil demais".

#### Líder do Partido do País de Gales
Foi eleita líder do Partido do País de Gales, em 15 de março de 2012, derrotando Elin Jones e Dafydd Elis Thomas. Ao vencer a eleição, ela se tornou a primeira líder feminina do partido e a primeira líder do partido a não falar fluentemente galês, embora estivesse aprendendo o idioma. Sua proposta para a liderança incluía um clamor por "independência real - trabalhando genuinamente para acabar com a guerra, a desigualdade e a discriminação", enfatizando as preocupações econômicas e ambientais ao lado da reforma constitucional.
Os apoiadores da campanha de liderança dela incluem: o ex-deputado do Partido, Adam Price, o ex-presidente do Partido Dafydd Iwan, e a ex-presidente da "Sociedade da Língua Galesa" (Cymdeithas yr Iaith) Menna Machreth.

#### Resultados eleitorais

##### Câmara dos Comuns
Esses foram os resultados eleitorais para a Câmara dos Comuns do Reino Unido:
| Eleições                | Região  | Partido | Partido                  | Votos | %    | Resultado  |
| ----------------------- | ------- | ------- | ------------------------ | ----- | ---- | ---------- |
| Eleições gerais em 1997 | Rhondda |         | Partido do País de Gales | 5 450 | 13,4 | Não eleita |
| Eleições gerais em 2001 | Rhondda |         | Partido do País de Gales | 7 183 | 21,1 | Não eleita |

##### Parlamento Galês
Esses foram os resultados eleitorais para a Parlamento Galês:
| Eleições                    | Região              | Partido | Partido                  | Votos  | %    | Resultado | Resultado                            |
| --------------------------- | ------------------- | ------- | ------------------------ | ------ | ---- | --------- | ------------------------------------ |
| Assembleia Nacional de 2003 | South Wales Central |         | Partido do País de Gales | 27 956 | 15,4 | Eleita    | Lista de partidos com vários membros |
| Assembleia Nacional de 2007 | South Wales Central |         | Partido do País de Gales | 32 207 | 15,5 | Eleita    | Lista de partidos com vários membros |
| Assembleia Nacional de 2011 | South Wales Central |         | Partido do País de Gales | 28 606 | 13,7 | Eleita    | Lista de partidos com vários membros |
| Assembleia Nacional de 2016 | Rhondda             |         | Partido do País de Gales | 11 891 | 50,6 | Eleita    | Individual                           |
| Assembleia Nacional de 2021 | Rhondda             |         | Partido do País de Gales | 7 335  | 31,3 | Derrotada | Individual                           |

## Vida pessoal
Têm uma filha, Cerys Wood, com seu companheiro de longa data, Ian Brown. Seu ex-companheiro, David Ceri Evans, suicidou-se, em 2002.
Não é religiosa e se identifica como humanista. Em 2020, ela foi nomeada defensora da Associação Humanista Britânica e de sua filial galesa, Wales Humanists.